# Abarema floribunda
Espèce
Synonymes
- Feuilleea floribunda (Benth.) Kuntze[1]
- Pithecellobium floribundum Benth.[1]
- Pithecellobium floribundum Spruce ex Benth.[2]
- Pithecolobium floribundum Benth.[1]

Abarema floribunda est une espèce de plantes à fleurs de la famille des Fabacées.
Selon Plants of the World Online, c'est un synonyme de Jupunba floribunda. Selon ce site, c'est un arbre trouvé dans le nord de l'Amérique du Sud. Il pousse en milieu tropical humide.

## Description
C'est un arbre.

## Répartition
L'espèce est trouvée dans le nord du Brésil, en Colombie, en Équateur, au Pérou et au Venezuela.